# Perikles Kakousis

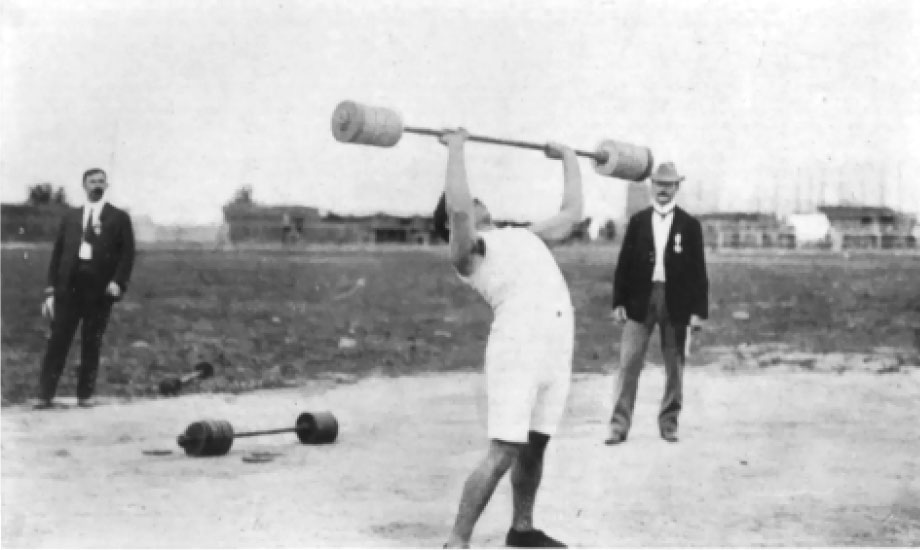
Perikles Kakousis (1904)

Perikles Kakousis (griechisch Περικλής Κακούσης, * 1879, Todesjahr nicht bekannt) war ein griechischer Gewichtheber.
Bei den Olympischen Spielen 1904 in St. Louis nahm er am beidarmigen Gewichtheben ohne Gewichtsbeschränkung teil. Er hob 111,70 kg und gewann überlegen die Goldmedaille vor dem Amerikaner Oscar Osthoff, der 27 kg weniger schaffte. Kakousis beteiligte sich auch am Tauziehen und wurde Fünfter mit der Mannschaft seines Vereins Panellinios Gymnastikos Syllogos aus Athen. Zwei Jahre später erreichte er bei den Zwischenspielen 1906 den fünften Platz im beidarmigen Gewichtheben.